# ČSD T 458.1 sorozat
A ČSD T458.1 sorozat egy csehszlovák Bo'Bo' tengelyelrendezésű dízelmozdony-sorozat volt. 1962 és 1970 között összesen 235 db-ot gyártott a ČKD  a ČSD részére. Csehszlovákia felbomlása után a sorozat a ČD-hez mint ČD 721 sorozat és a ŽSR-hez, mint ŽSR 721 sorozat került.